# يوبيكويتي نيتوركس
يوبيكويتي نيتوركس (بالإنجليزية: Ubiquiti Networks)‏ هي شركة تكنولوجيا الاتصالات العالمية الأمريكية تأسست في عام 2005. ومقرها في سان خوسيه، كاليفورنيا تقوم الشركة بتصنيع منتجات الاتصالات اللاسلكية للبيانات لصالح الشركات ومزودي النطاق العريض اللاسلكية مع التركيز بشكل أساسي على أسواق الناشئة.